# Jeronim Guganović
Jeronim o. Guganović - Ludoški, OFM, 
franjevac, rođen oko 1665. godine u Ludošu kraj Subotice, Bačka, gdje je i odrastao, član Ugarske franjevačke provincije Presvetog Spasitelja (Salvatorijanska), isprva u samostanu u Segedinu, od 1693. više godina propovjednik za Dalmate (u ono vrijeme sinonim za Hrvate u Bačkoj i Podunavlju) u Subotici. 

Za vrijeme tz. kurucke pobune zbog velike opasnosti od pristaša transilvanskog kneza Franje II. Rakoczia, vazala Otomanskog Carstva, zajedno s o. Bartolom Benjovićem OFM 1704. godine odvodi habsburgškoj kruni vjerne Hrvate iz Subotice u Petrovaradin.

Od god. 1712. opet propovjednik u Subotici, 1717. prvi poglavar (“proto-praesidens”) subotičke franjevačke rezidencije, posljednji put se spominje 1733. kao propovjednik u franjevačkoj crkvi sv. Mihovila u Subotici.